# David Garrett
David Garrett, właściwie David Christian Bongartz (ur. 4 września 1980 w Akwizgranie) – niemiecko-amerykański skrzypek i muzyk.

## Życiorys

### Wczesne lata
Urodził się w Akwizgranie w Nadrenii Północnej-Westfalii, w Niemczech jako syn amerykańskiej primabaleriny, Dove Marie Garrett, oraz niemieckiego prawnika i sędziego Georga Petera Bongartza. Jako pseudonim artystyczny przyjął nazwisko matki.

### Kariera
Zaczął grać na skrzypcach w wieku czterech lat, a swoje pierwsze skrzypce otrzymał od brata. W wieku 5 lat wygrał pierwszy konkurs, a w wieku 7 lat dawał koncerty. W wieku 11 lat, dzięki uprzejmości ówczesnego niemieckiego prezydenta Richarda von Weizsäckera, otrzymał swój pierwszy instrument Stradivarius.
Pierwszy duży koncert Garretta miał miejsce w 1991 r. z Filharmonikami Hamburskimi. Wtedy jego nazwisko zaczęło być znane i szybko dotarło do Zubina Mehty, który kilka lat później przyjął trzynastoletniego Garretta pod swoje skrzydła, oferując mu występy na wielu prestiżowych festiwalach. Mając trzynaście lat podpisał kontrakt z wytwórnią Deutsche Grammophon.
Studiował Royal College of Music w Londynie. W 2004 ukończył Juilliard School Of Music, studiując pod kierunkiem skrzypka Itzhaka Perlmana.
W 2003 roku za 1 mln dolarów nabył skrzypce stworzone w 1772 roku przez Giovanniego Battistę Guadagniniego. Pięć lat później uległy zniszczeniu w wyniku upadku Garretta po występie w londyńskim Barbican Hall. W 2007 roku grał z Filharmonią Izraela, koncertując w Stanach Zjednoczonych z orkiestrą w 2008 roku. W 2009 roku wytwórnia Decca wydała jego album zatytułowany David Garrett. Różnorodny repertuar zawierał kompozycje Bizeta oraz cover przeboju Michaela Jacksona „Smooth Criminal”. Rok później powrócił z Rock Symphonies, płytą z utworami zespołów takich jak Nirvana, Guns N’ Roses czy Metallica. Od 2009 roku gra na Stradivariusie z 1716.
W  2012 roku wydał kolejny album zatytułowany Music. W 2014 roku ogłosił Crossoverową trasę koncertową.
W 2013 roku zagrał główną rolę w filmie Paganini: Uczeń diabła. W tym samym roku wydał album Garrett vs Paganini.
W 2015 roku wydał album Explosive, na którym znalazło się wiele jego własnych kompozycji. Wyruszył także w trzyletnią trasę koncertową Explosive Tour, w której uwzględnił także Polskę.
18 sierpnia 2017 David Garrett wypuścił nowy singiel promujący jego nadchodzący album „Bitter Sweet Symphony”, który z przyczyn technicznych został usunięty. Ponownie pojawił się 25 sierpnia 2017 roku na jego kanale Youtube. Nowy album artysty Rock Revolution wydany został we wrześniu tego samego roku i promowały go 3 single wcześniej wspomniany „Bitter Sweet Symphony”, „In The Air Tonight” oraz „Stairway To Heaven”.
Pod koniec stycznia 2018 roku David zachorował na ostrą przepuklinę międzykręgową i zmuszony był odwołać koncerty od stycznia do kwietnia.
W czerwcu 2018 roku David ogłosił, że wraca na scenę w połowie września 2018 roku.
W sierpniu 2018 roku David ogłosił wydanie najnowszej płyty Unlimited Greatest Hits.
14 sierpnia 2020 wydał singiel promujący najnowszy album 'Alive -my soundtrack'

## Płyty

### Albumy studyjne
- Mozart: Violinkonzerte (1995)
- Violin Sonata (1995)
- Paganini Caprices (1997)
- Tchaikovsky, Conus: Violin Concertos (2001)
- Pure Classics (2002)
- No Dress Code (2005)
- Free (2007)
- Virtuoso (2008)
- Encore (2008)
- David Garrett (2009)
- Classic Romance (2009)
- Rock Symphonies (2010)
- Legacy (2011)
- Music (2012)
- 14 (2013)
- Garrett vs. Paganini (2013)
- The Early Years (2014)
- Timeless -Brahms & Bruch violin concertos (2014)
- Explosive (2015)
- Rock Revolution (2017)
- Unlimited Greatest Hits (2018)
- Alive -My Soundtrack (2020)

### Pozostałe
- Nokia Night of the Proms (2004)
- The New Classical Generation 2008 (2008)

### Trasy koncertowe
- David Garrett – Virtuoso Tour (2008)
- David Garrett – Encore Tour (2009)
- David Garrett – Classic Romance Tour (2010)
- David Garrett – Rock Symphonies Tour (2010–2011)
- David Garrett – Rock Anthems Tour (2012)
- David Garrett – Orchester Tour (2013)
- David Garrett – Music Tour (2013)
- David Garrett – Classic Revolution Tour (2014)
- David Garrett – Explosive (2016)
- David Garrett – Unlimited Greatest Hits Live (2019)

+ wcześniejsze koncerty klasyczne oraz trasy po USA.

### DVD
- David Garrett Live – In Concert & In Private (2009)
- David Garrett: Rock Symphonies – Open Air Live; znany także pod tytułem Live On A Summer Night (2011)
- David Garrett: Legacy – Live In Baden Baden (2011)
- David Garrett: Music – Live In Concert (2012)

## Nagrody i wyróżnienia
- Radio Regenbogen Award (2008)
- Echo Classic (2008) – album Virtuoso
- GQ (2008) – Man of the year
- Goldene Feder (maj 2009)
- Goldener Geigenbogen (maj 2009)
- Golden Camera (styczeń 2010)
- World’s Fastest Violinist, Guinness World Record
- Echo Classic (2010) – album Classic Romance
- Echo Pop (2011) – album Rock Symphonies
- Echo Classics (2012) – album Legacy
- Echo Pop (2013) – album Music – Najlepszy Niemiecki Artysta Pop/Rock 2013.
- Champagne-Preis für Lebensfreude (2013) – nagroda „Szampan Dla Uśmiechu”
- Bambi (14.11.2013) – nagroda w kategorii ‘Klasyka’
- Querdenker Awards 2014 (25.11.2014) – nagroda za wybitne osiągnięcia w dziedzinie muzyki.
- Echo Classic (26.10.2014) – Bestseller Roku – album Garrett vs Paganini
- Best Dressed Man Award 2014 (21 października 2014)
- Frankfurt Music Prize 2017 (07.04.2017)

### Nagrody za sprzedaż
- Platyna - Rock Revolution (2018)
- Złoto - Explosive (2015) (107.500 tys.)
- Złoto -Timeless  Brahms & Bruch Violin Concertos  (2014) (100 tys.)
- Platyna – Garrett vs Paganini (2014)
- Podwójna Platyna - Music (2013) (420 tys.)
- Potrójne Złoto – Music (2013) (300 tys.)
- Platyna – Music (2013) (200 tys.)
- Złoto – Music (08.11.2012) (100 tys.)
- Złoto – Legacy (2012)
- Podwójna Platyna – Rock Symphonies 2 CD Deluxe Edition
- Złoto – Rock Symphonies DVD
- Platyna – Classic Romance
- Podwójna platyna – Encore
- Potrójne złoto – Live in private & in concert DVD
- Platyna – Virtuoso i Encore (15.01.2010)
- Złoto – Virtuoso i Encore (14.01.2009)

## Filmografia

### obsada aktorska
- 2013: Paganini: Uczeń diabła jako Niccolò Paganini[4]